# Mission: Impossible – Poslední zúčtování
Mission: Impossible – Poslední zúčtování (v anglickém originále Mission: Impossible – The Final Reckoning [ˈmɪʃn ɪmˈpɒsəbl ðə ˈfaɪnl ˈrekənɪŋ Amer ɪmˈpɑːsəbl]IPA; pracovním názvem Mission: Impossible 8) je americký akční film. Scénáře i režie se po čtvrté ujal Christopher McQuarrie a celkově se jedná o osmý, závěrečný díl série Mission: Impossible. Titulní role z předchozích filmů si zopakují Tom Cruise, Ving Rhames, Simon Pegg, Rebecca Fergusonová, Vanessa Kirby, Hayley Atwellová, Pom Klementieff, Shea Whigham, Esai Morales a Henry Czerny.
Uvedení filmu v USA se uskutečnilo 23. května 2025 studiem Paramount Pictures; v Česku se publikum dočkalo 22. května 2025 péčí CinemArtu.

## Nástin děje
Ethan Hunt (Tom Cruise) má za úkol zachránit svět; je povolán k tomu, aby zabránil umělé inteligenci, Entitě, v ovládnutí světa a zničení lidstva. Krom toho jej čeká zúčtování s Gabrielem (Esai Morales), s nímž má nevyřízené účty nové i z minula.

## Obsazení
- Tom Cruise jako Ethan Hunt – agent IMF a vedoucí týmu
- Ving Rhames jako Luther Stickell – IT pracovník IMF, člen Huntova týmu a jeho přítel
- Simon Pegg jako Benji Dunn – technický agent IMF a člen Huntova týmu
- Rebecca Fergusonová jako Ilsa Faustová – bývalá agentka MI6, která se spojila s Huntovým týmem během Národu grázlů a Falloutu
- Hayley Atwellová jako Grace
- Vanessa Kirby jako Alanna Mitsopolisová – nelegální obchodník se zbraněmi
- Henry Czerny jako Eugene Kittridge – bývalý ředitel IMF z filmu Mission: Impossible[5]
- Esai Morales jako Gabriel, hlavní záporná postava

Dále též Pom Klementieff a Shea Whigham v neznámých rolích.

## Vydání filmu
Uvedení filmu bylo naplánováno původně na 5. srpna 2022, ale kvůli pandemii covidu-19 byla premiéra filmu přesunuta na 4. listopadu 2022, poté na 7. července 2023; před velkou stávkou scenáristů bylo datum stanoveno na 28. června 2024 v USA a po stávce byla premiéra opět odložena, a to na 23. května 2025 a 22. května v Česku.